# Luchthaven Chu Lai
Luchthaven Chu Lai (IATA-code: VCL) is een vliegveld in xã Tam Nghĩa, huyện Núi Thành. Een van de huyệns van de provincie Quảng Nam.
Het vliegveld beschikt over één baan van 3050 meter lang.